# کارتون نت‌ورک (ترکیه)
کارتون نتورک ترکی به ترکی :(Cartoon network turkye) یک کانال کابلی و ماهواره ای به زبان ترکی است که برنامه‌های پویانمایی پخش می‌کند. این شبکه در ۲۸ ژانویه ۲۰۰۸ با مجوز برادران وارنر اروپا و توسط شرکت ترکیه‌ای دوغان یایین هولدینگ تأسیس شد.